# Melampyrum roseum
Melampyrum roseum är en snyltrotsväxtart som beskrevs av Carl Maximowicz. Melampyrum roseum ingår i släktet kovaller, och familjen snyltrotsväxter.

## Underarter
Arten delas in i följande underarter:
- M. r. japonicum
- M. r. obtusifolium
- M. r. ovalifolium

## Bildgalleri

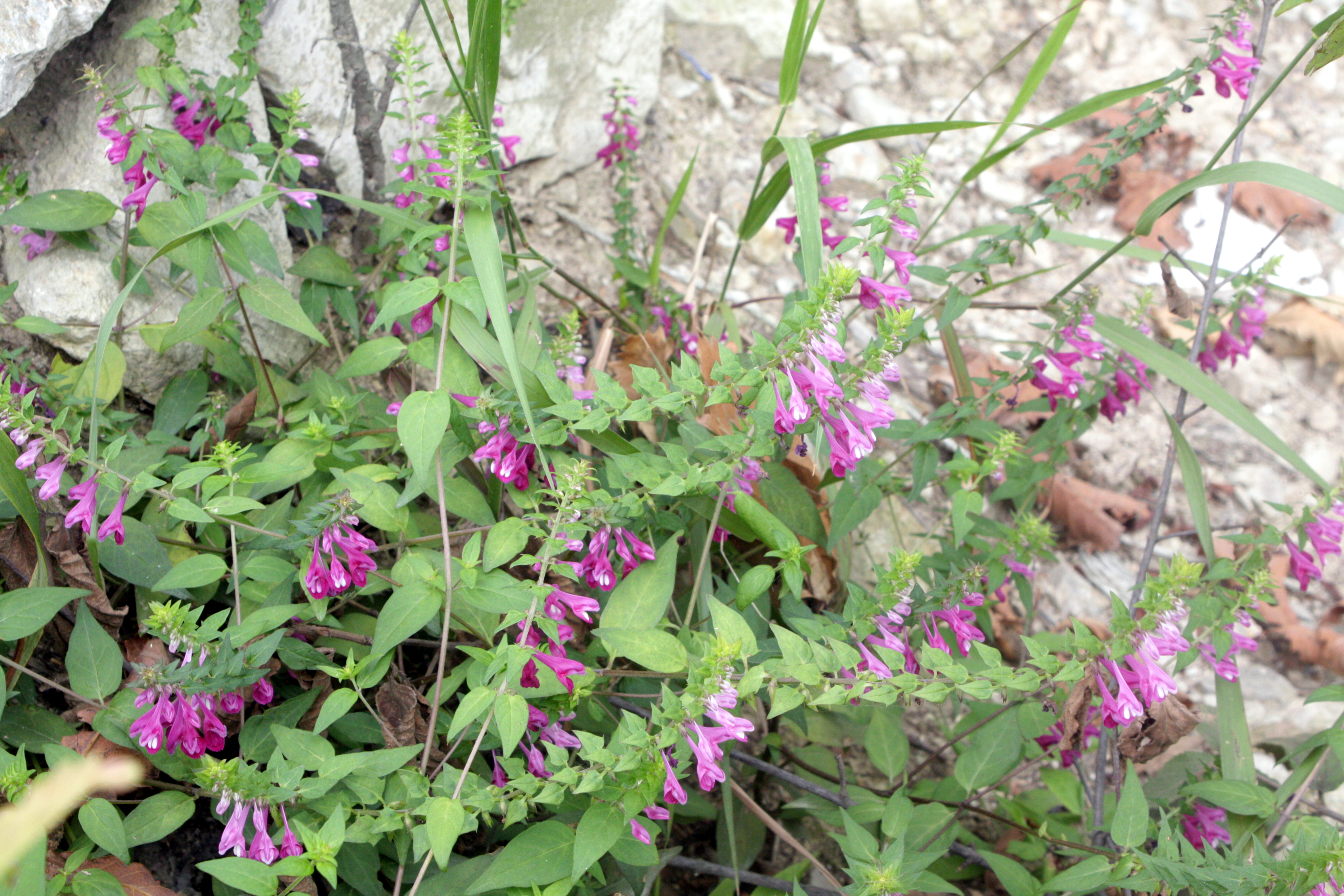
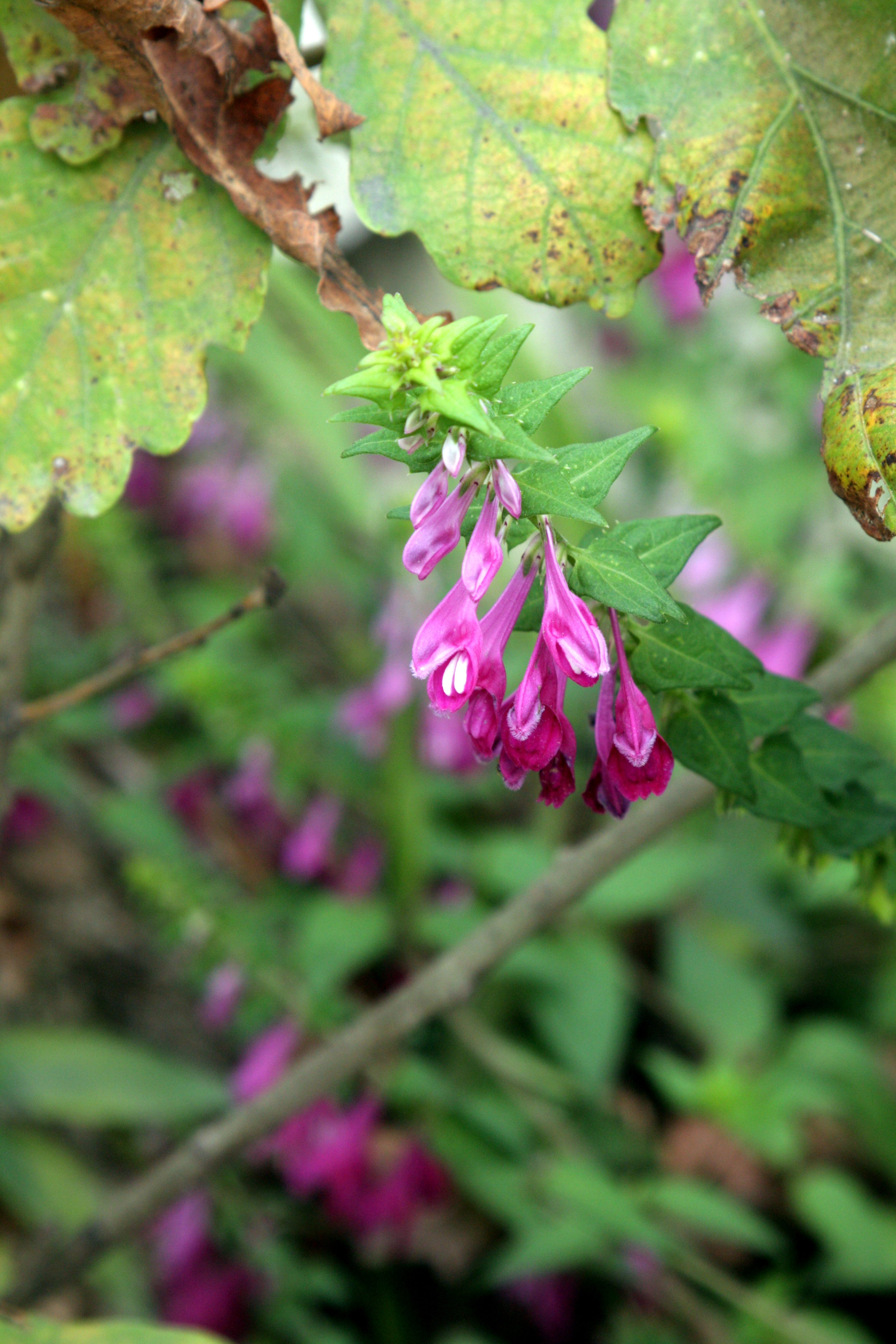
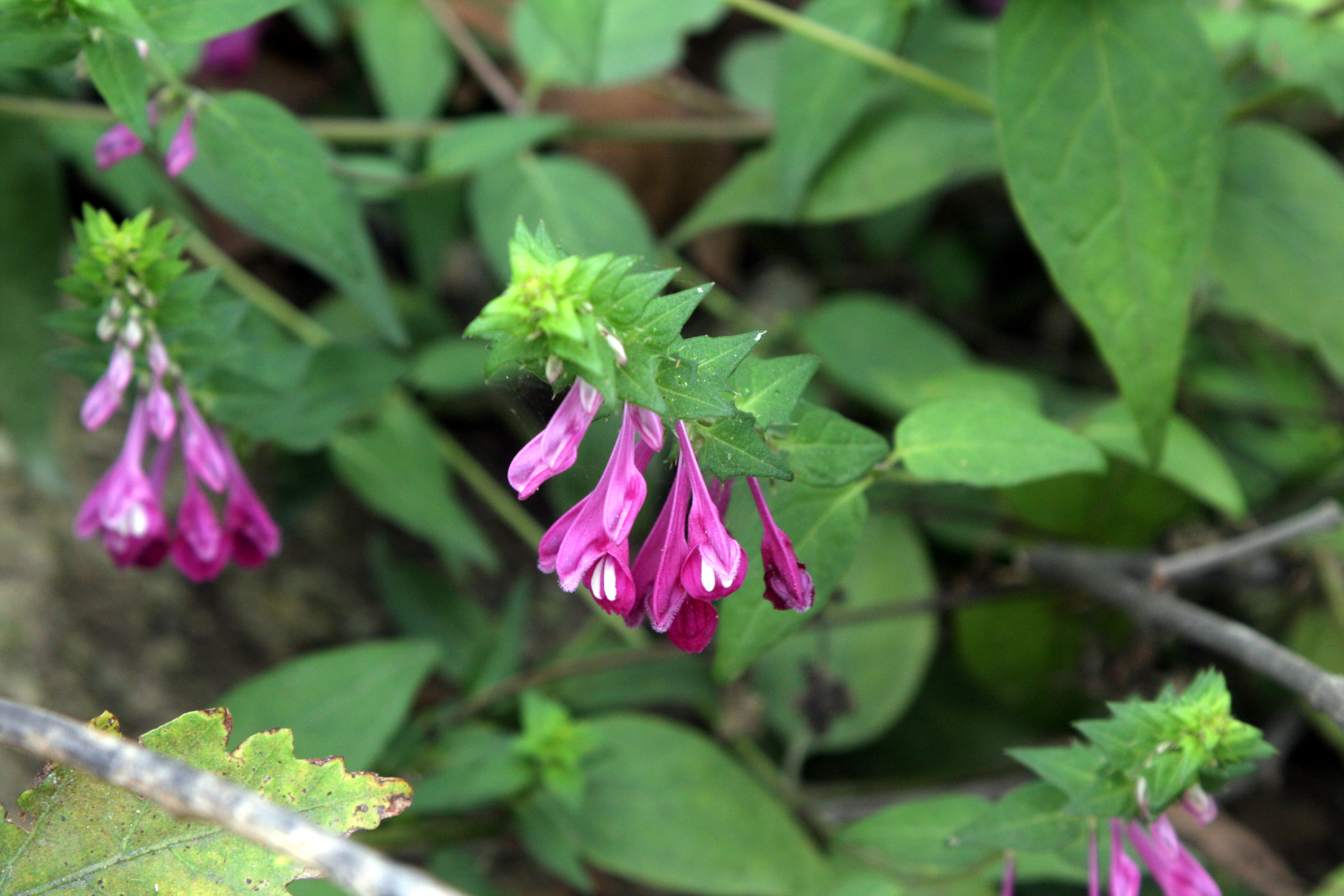
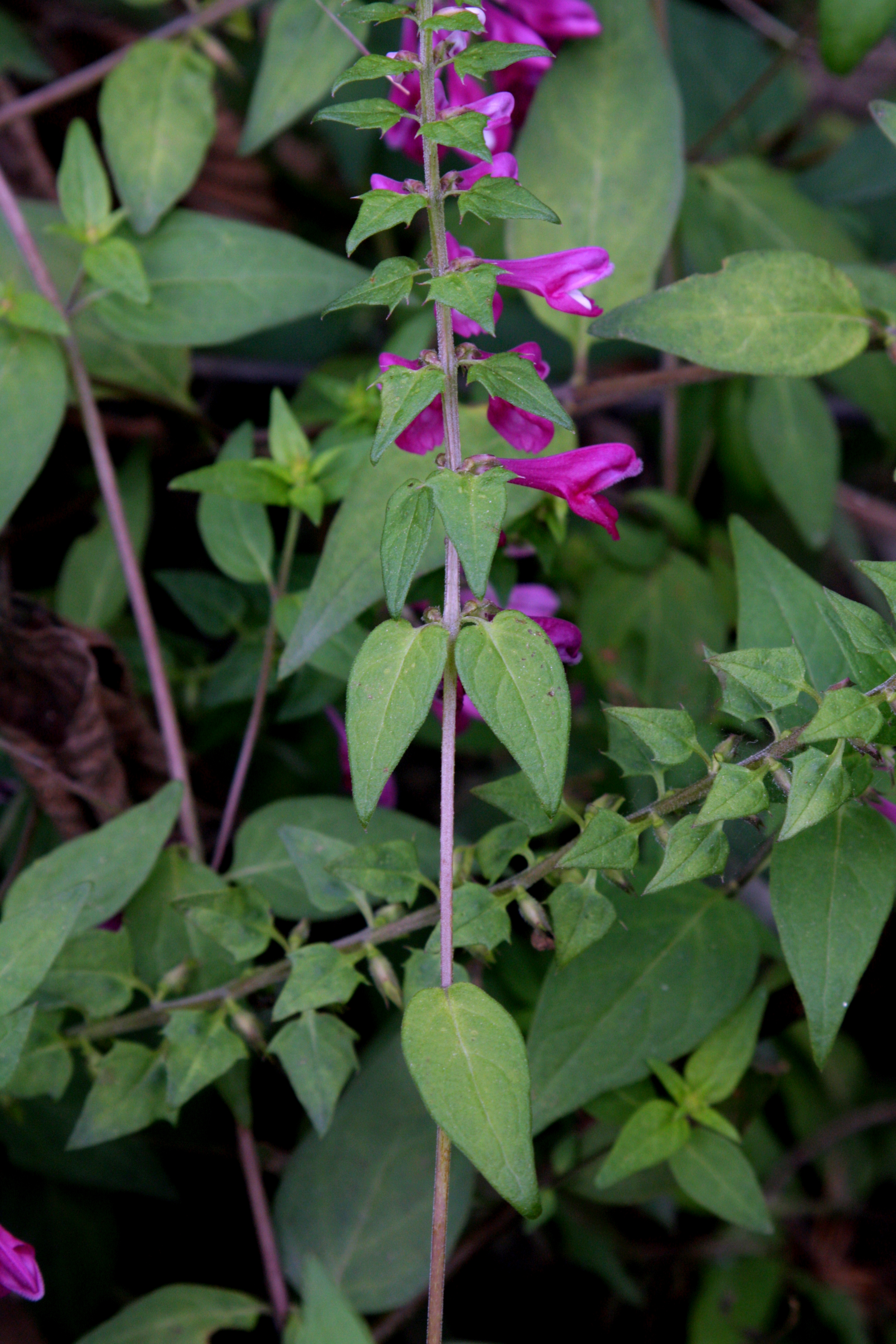